# Anita Brenner

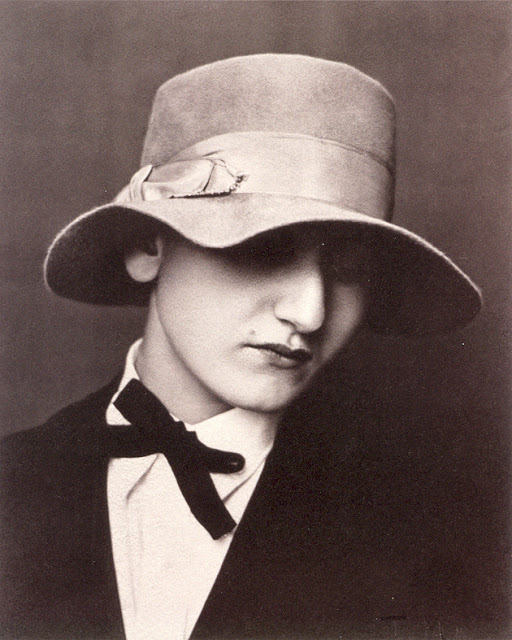
Anita Brenner im Jahr 1926, aufgenommen von Tina Modotti

Anita Brenner (* 13. August 1905 in Aguascalientes, Mexiko; † 1. Dezember 1974 ebenda) war eine mexikanische und US-amerikanische Anthropologin, Kunstkritikerin, Historikerin, Journalistin, Kinderbuchautorin und Übersetzerin.

## Leben
Anita Brenner (eigentlich Hanna Brenner) wurde in Aguascalientes, Mexiko, als Tochter lettischer Einwanderer geboren, floh 1916 nach dem Ausbruch der mexikanischen Revolution mit ihren Eltern in die USA nach San Antonio. Mit 18 Jahren brach sie ihr Studium ab und kehrte nach Mexiko zurück, um die dortige Kultur zu studieren. 1929 veröffentlichte sie Idols Behind Altars, eine der ersten und bis heute eine der wichtigsten kritischen Studien zu den Ursprüngen mexikanischer Kunst. Nach vier Jahren in Mexiko ging sie nach New York, um an der Columbia University in Anthropologie zu promovieren. Nach 17 Jahren in New York kehrte sie schließlich endgültig nach Mexiko zurück, wo sie 1974 bei einem Autounfall verstarb.

## Mexiko-Stadt in den 1920er Jahren
Durch ihre Studien kam Anita Brenner in Kontakt zu vielen Avantgarde-Künstlern des Mexikos der 20er Jahre.  So beauftragt sie Edward Weston und Tina Modotti mit den Fotografien für ihr Buch Idols Behind Altars.  Sie stand auch Modell für eines von Westons bekanntesten Aktfotos. Ihr Freundeskreis umfasste weiterhin Jean Charlot, Rufino Tamayo, José Clemente Orozco, Diego Rivera und David Alfaro Siqueiros.  Nebenbei arbeitete sie auch als Journalistin z. B. für die New York Times.

## Mexiko-Stadt in den 1950er und 60er Jahren
In dieser Zeit gründete Anita Brenner die Zeitschrift Mexico/This Month, die sie selbst herausgab.  Sie schrieb auch zahlreiche Kinderbücher: I Want to Fly, The Boy Who Could Do Anything, Dumb Juan and the Bandits, A Hero by Mistake und The Timid Ghost, die alle von Jean Charlot illustriert wurden. Als ihr der höchste mexikanische Verdienstorden für Ausländer, der Orden vom Aztekischen Adler, verliehen werden sollte, lehnte sie dies mit der Begründung ab, sie sei keine Ausländerin.

## Werke
- Idols Behind Altars: Modern Mexican Art and Its Cultural Roots. Payson & Clarke, New York 1929. Neuausgabe: Dover Publications, Mineola 2002, ISBN 978-0-486-42303-6.
- Your Mexican Holiday. G. P. Putnam, New York 1931.
- The Influence of Technique on the Decorative Style in the Domestic Pottery of Culhuacan. Columbia University Press, New York 1934.
- The Wind that Swept Mexico: The History of the Mexican Revolution 1910-1942. Harpers, New York 1943. Neuausgabe: University of Texas Press, Austin 1984, ISBN 978-0-292-79024-7.